# Rockaway Beach (Oregon)
Rockaway Beach è una città degli Stati Uniti d'America situata nell'Oregon, nella Contea di Tillamook.